# 에오나비아어

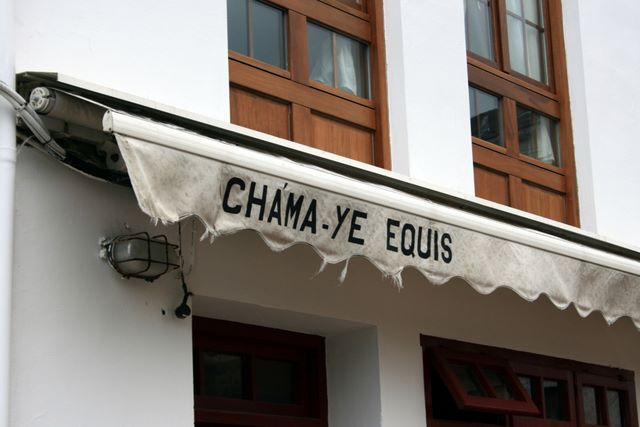
아스투리아스 지역의 토피아라는 곳에 있는 간판

에오나비아어(Eonavian, Eonaviego)는 에오 강과 나비아 강 사이에 위치한 지역에서 팔라어와 아스투리아스어의 특질을 갖고 있는 방언의 일종에 붙이는 이름으로 언어 자체라기보다는 지칭하는 용어에 가깝다. 아스투리아스 지방에 다수 사용자가 분포하며 아스투리아스 지방에서는 gallego-asturiano로 불린다.
Eonaviego라는 용어는 언어학자인 하비에르 프라아스 콘데가 처음으로 도입했으며 영어어로 번역을 하면서 사용했다. 프랑스어로는 Éonavien, 카탈루냐어로는 eonavienc로 칭한다. 2007년 아스투리아서언어학회가 에노나비아어를 갈리시아포르투갈어의 방언으로 정한다고 밝힌 바 있다.
전통적으로 에오나비아어는 언어학자들이 갈리시아어나 갈리시아포르투갈어에 포함되어 있을 뿐 별다른 정의가 없어 아스투리아스어의 특징을 가진 부류 정도로만 여겨졌다. 최근에는 일부 언어학자들이 새롭게 이론을 정비하면서 에오나비어에 대해서도 정리하고 있다. 하지만 문제는 언어의 성질을 정립하는 데 갈리시아어의 특질을 우선할 것인지 아스투리아스어를 먼저 세울 것인지에 대해 정치적 논쟁으로 변질되고 있어 문제가 있다. 아스투리아스 사람들은 대개 에오나비어를 아스투리아스어와 갈리시아어 사이에서 유래한 방언의 계통 혹은 그 지역에서만 사용되는 소수 언어에 불과한 것으로 생각한다. 하지만 갈리시아에서는 카스티야레온 지방에서 갈리시아어가 보호를 받는 것처럼 에오나비어의 특징을 보호할 필요가 있다고 주장하고 있어 의견 차이가 나타나고 있다.
사용 지역인 두 지방에서는 각기 다른 협회를 운영하고 있으며 각기 지방에서 주장하는 바에 따라 에오나비아어를 정립하고 아스투리아스 지방정부는 이 부분을 담당하고 있다. 때문에 담당 협회측 정확히는 지역에 따라서 어법에 대한 정립에도 차이가 존재한다.